# Boston Simbeye
Boston Simbeye (ur. 24 grudnia 1959) – malawijski bokser, olimpijczyk.
Wystąpił na Letnich Igrzyskach Olimpijskich 1988 w wadze półśredniej. W pojedynku 1/32 finału przegrał z Ghańczykiem Alfredem Ankamahem, który znokautował Simbeye w pierwszej rundzie walki.